# ポリモルフィテス科
ポリモルフィテス科（学名：Polymorphitidae）は、エオデロセラス上科に属する前期ジュラ紀のアンモナイトの科。ポリモルフィテス亜科とトロピドセラス亜科の2亜科が含まれる。化石は北米（カナダ、グリーンランド）、南米（チリ、アルゼンチン）、ヨーロッパ（イギリス、スペイン、フランス、ドイツ、ギリシャ、オーストリア、ハンガリー）、北アフリカ（モロッコ、チュニジア）、アジア（トルコ、ロシア）、パプアニューギニアから発見されている。
多形性アンモナイトは典型的には縮閉線型の殻を形成し、この殻は上科内の殆どのアンモナイトよりも圧縮されている。chevronsや切妻屋根のような腹部を持つものが多く、外側の渦に竜骨が発達するものもいる。
ポリモルフィテス亜科は、トロピドセラス亜科より大きく、より多様な亜科である。殻には腹板（外縁）があり、滑らかであったり、溝があったり、中央にビーズ状の突起や鋸歯状の溝があるものがいる。1957年のTreatise Lでトロピドセラス亜科はアカントプレウロセラス亜科（Acanthopleuroceratinae）と呼ばれ、腹部にキールがついた腹板がある。